# Университет Ганы
Университет Ганы (англ. University of Ghana) — старейшее и крупнейшее высшее учебное заведение Республики Гана. Главный кампус располагается в Легоне, северо-восточном пригороде столицы Аккры.
Один из немногих вузов Африки, предлагающий образовательные программы по атомной энергии (совместно с Комиссией по атомной энергии Ганы) и русскому языку (на базе Лингвистического института Ганы).

## История

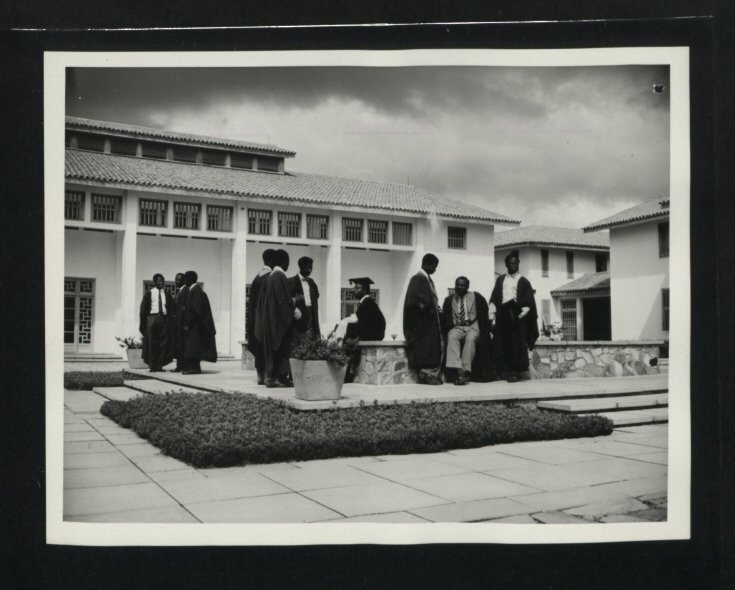
Студенты и преподаватели колледжа Золотого Берега (январь 1957 года)

Британским правительством были сформированы несколько комиссий, которые должны были оценить потребность в высшем образовании в британских африканских колониях. Комиссия Асквита 1945 года была последней среди восьми известных комиссий и советов, созданных в колониальный период (Комиссия Мэддена 1841 года, Комиссия Чэннона 1943 года и другие). Комиссия Асквита должна была выработать общую линию колониальной политики в области высшего образования. В 1948 году комиссия Асквита основала университетский колледж в Аккре. Университет был основан в форме филиала Лондонского университета как колледж Золотого Берега. Самостоятельным независимым университетом этот ВУЗ стал в 1961 году.

## Структура

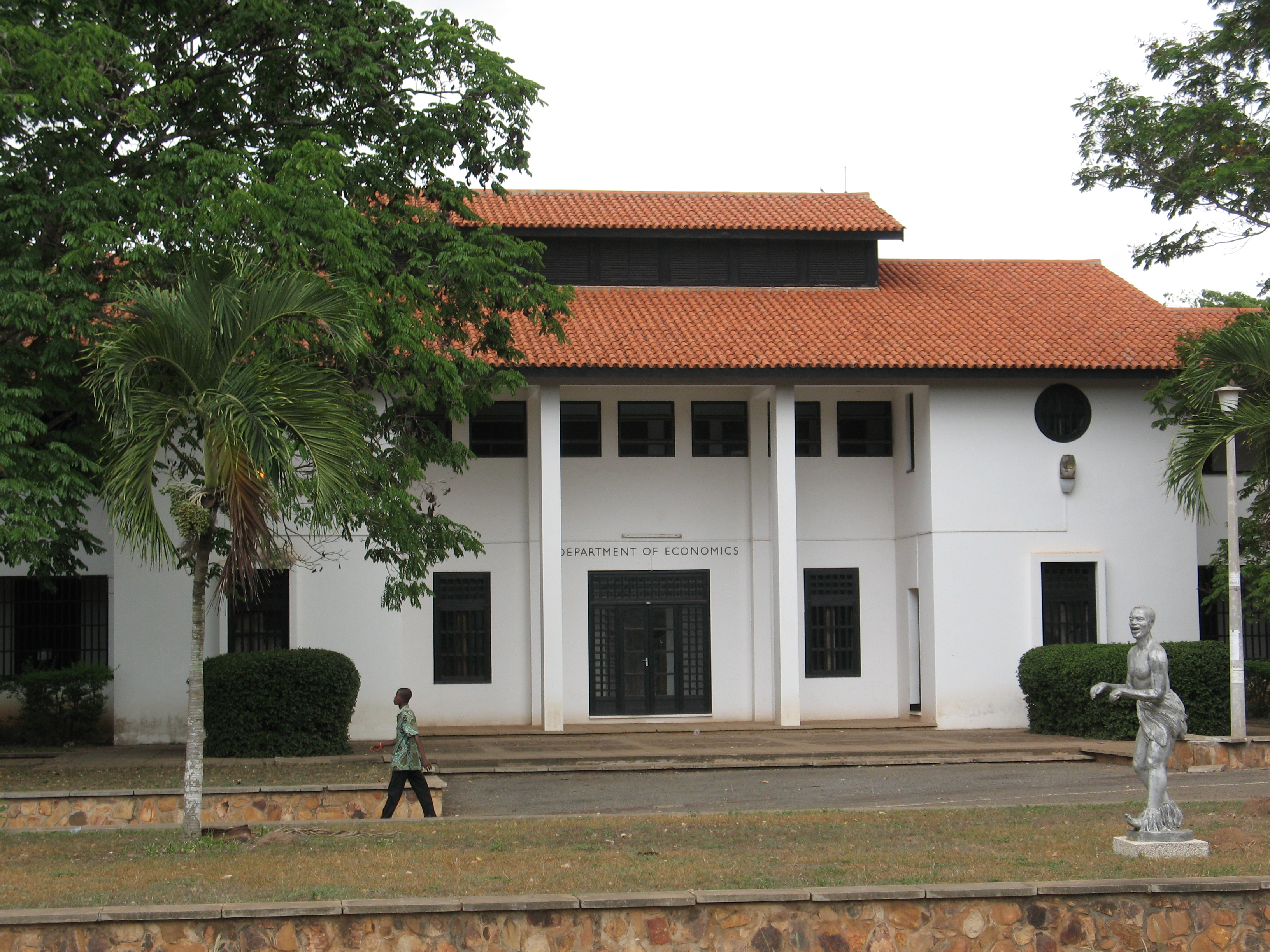
Кафедра экономики

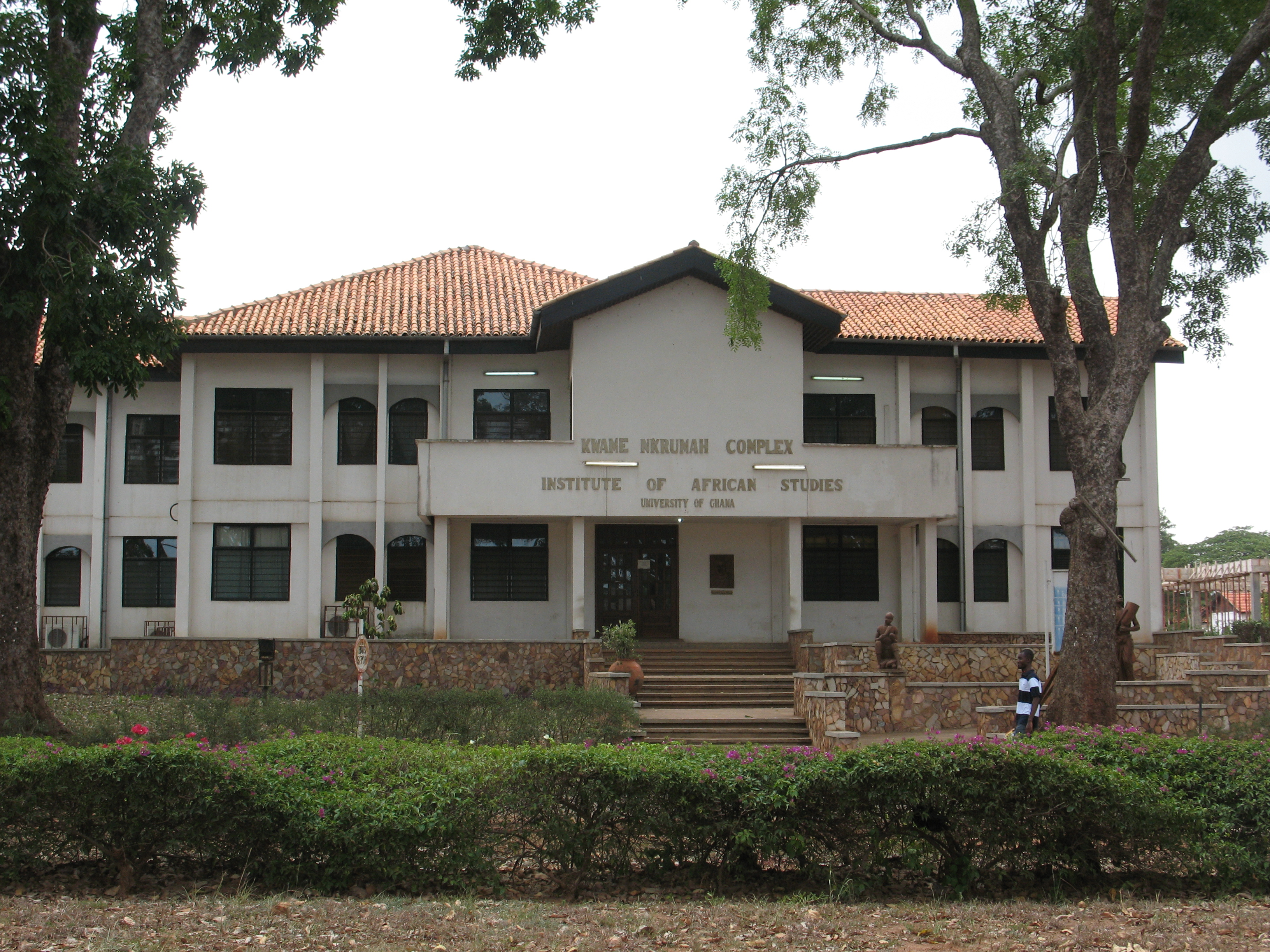
Институт изучения Африки

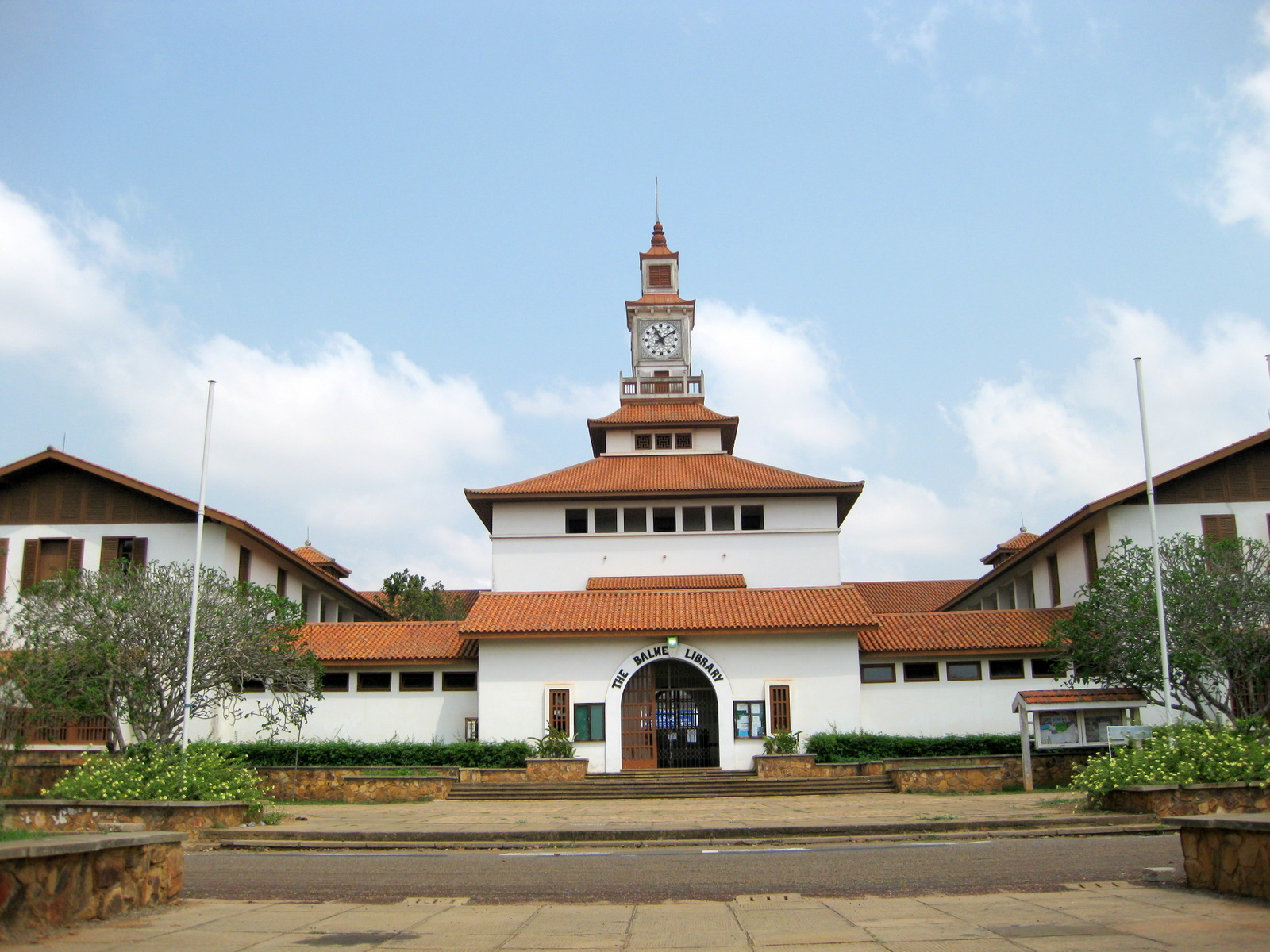
Университетская библиотека

Учебные подразделения университета делятся на колледжи, факультеты, школы и институты.
- Колледж медицинских наук
  - Медицинский факультет
  - Стоматологический факультет
  - Факультет медицинских технологий
  - Фармацевтический факультет
  - Школа медицинских сестер
  - Учебный госпиталь «Korle Bu»
- Колледж аграрных наук
  - Аграрная экономика
  - Аграрная механизация
  - Агрономия
  - Животноводство
  - Ветеринария
  - Три исследовательских станции
  - и т.д.
- Факультет общественных наук
  - Антропология
  - Археология
  - Экономика
  - География и землеведение
  - Глобальная культура
  - История
  - Медиа
  - Политология
  - Психология
  - Социология
  - Общественная работа
- Факультет естественных наук
  - Биохимия
  - Геология
  - Математика
  - Телекоммуникации
  - Зоология
  - Ботаника
  - Химия
  - Информатика
  - Науки о земле
  - Статистика
  - Диетология
  - Океонография
  - Физика
  - Школа атомных наук (специальный кампус на территории Ghana Atomic Agency Corporation)
- Инженерный факультет
  - Обработка продуктов питания
  - Компьютерный инжиниринг
  - Аграрный инжиниринг
  - Материаловедение
  - Биомедицинский инжиниринг
- Факультет искусств
  - Классика
  - Лингвистика
  - Английский язык
  - Современные языки (в т.ч. русский[6])
  - Философия
  - Теология
- Юридический факультет
- Школа бизнеса
  - Бухгалтерия
  - Финансы и банкинг
  - Маркетинг
  - Управление информационными системами
  - Управление персоналом
  - Государственное управление и менеджмент в здравоохранении
- и прочие институты и школы

Также в рамках университета работают 22 научно-исследовательских центра, лаборатории и станции.
Библиотека университета включает в себя специальный отдел для людей с ограниченными возможностями. Собрание библиотеки содержит около 100 000 книг, микрофильмов и других носителей (включая редкие книги и архивы). Также предлагается доступ к электронным ресурсам.

## Известные выпускники и преподаватели
- Боатенг, Эрнест Амано — учёный, географ, почётный профессор Университета Ганы, президент Ганской академии искусств и наук.
- Миллс, Джон Эванс Атта — президент Ганы в 2009-2012 годах.
- Махама, Джон Драмани — президент Ганы в 2012-2017 годах.
- Акуфо-Аддо, Нана - президент Ганы с 2017 года.